# 甲斐政治
甲斐 政治（かい まさはる、1902年（明治35年）2月28日‐ 1979年（昭和54年）9月13日） は、昭和期の満洲国官僚、放送関係者、政治家。衆議院議員（3期）。

## 経歴
宮崎県東臼杵郡北方村（北方町を経て現延岡市）で生まれた。城小学校、延岡中学校（現宮崎県立延岡高等学校）、第五高等学校を経て、1929年（昭和4年）3月、九州帝国大学法文学部法律科を卒業した。
同年3月、満洲に渡り鉄嶺自治指導委員長を経て、満洲国国務院民政部事務官、総務庁人事科長、遼陽県参事官兼地籍整理局事務官、瀋陽県支局弁事、遼陽副県長、瀋陽副県長、総務庁参事官、黒河省開拓庁長、拝泉県副県長、総務庁参事官・官房弁事、中華民国山西省顧問などを務めた。
戦後、1946年（昭和21年）4月の第22回衆議院議員総選挙に宮崎県全県区から無所属で出馬して初当選したが、公職追放となり、同年6月27日に議員を辞職した。追放解除後、1952年（昭和27年）10月の第25回総選挙に宮崎県第1区から右派社会党公認で出馬して再選され、さらに第26回総選挙でも当選し、その後日本民主党に所属して衆議院議員に通算3期在任した。以後、第27回、 第28回総選挙（自由民主党公認）に連続して立候補したが落選。さらに延岡市長選挙に立候補を検討したが病のため断念した。
その他、電通ラジオ広告社常務取締役、電波技術協会評議員、日本著作権協議会常任理事、日本民間放送連盟専務理事兼事務局長、同顧問、民放番組企画協会理事長、ラジオ宮崎顧問などを務めた。
1979年（昭和54年）9月13日死去、77歳。死没日をもって勲四等旭日小綬章追贈（勲六等からの昇叙）、正五位に叙される。